# Borís Verlinski
Borís Márkovich Verlinski (8 de enero de 1888, Bajmut, Ucrania - 30 de octubre de 1950, Moscú, Rusia) fue un ajedrecista soviético de origen judío. Verlinski (que era sordo) fue uno de los mejores jugadores soviéticos de la década de 1920, y estuvo clasificado entre los mejores 20 jugadores del mundo en el año 1926, momento en que su nivel y preparación se asemejaban al de un Gran Maestro.

## Resultados destacados en competición
En 1909, Verlinski obtuvo el 10º-11º lugar en el Torneo Amateur de Todas las Rusias, en San Petersburgo, ganado por Alexander Alekhine. En 1910, ganó en el Torneo de Odessa. En 1911, quedó empatado entre las posiciones sexto y octavo en San Petersburgo, donde fue campeón Stepán Levitski. En 1912, repitió el triunfo en el Torneo de Odessa. En 1913, fue tercero en la ciudad de San Petersburgo, torneo en que resultó campeón Aleksandr Evensohn.
Tras la Primera Guerra Mundial, Verlinski se trasladó a desde Ucrania a Rusia. Allí, en 1923, empató en el primer lugar con Nikolái Kutúzov en el Torneo de Petrogrado, y posteriormente fue segundo, por detrás de Serguéyev, en el mismo lugar. En 1924 acabó en el 10º-11º lugar en el III Campeonato soviético en Moscú (el campeón fue Yefim Bogoliubov). El mismo año obtuvo el 2º lugar, por detrás de Nikolái Grigóriev, en el 5º Campeonato de Moscú. 
En 1925, empató en los lugares segundo y tercero, nuevamente por detrás de Serguéyev, en el 6º Campeonato de Moscú, y en agosto-septiembre, terminó en 4º lugar en el IV Campeonato soviético en Leningrado (el campeón fue Yefim Bogoliubov). En noviembre-diciembre de 1925, empató en los lugares 12º-14º en el 1º Torneo Internacional de Moscú (campeón: Bogoliubov), un torneo en el que Verlinsky obtuvo grandes victorias contra jugadores fuertes, y una de ellas fue sobre el vigente Campeón del Mundo José Raúl Capablanca con Negras, con una exhibición de juego táctico.
En 1926, Verlinski empató en el primer lugar con Mijaíl Marski en Odessa (III Campeonato Nacional de Ucrania). El mismo año, empató en los lugares 8º-9º, en el 7º Campeonato de Moscú (campeón: Abraham Rabinovich). Según Chessmetrics, Verlinski tenía un ELO de 2.627 puntos en mayo de 1926, lo que lo convertía en el 16º mejor jugador del mundo en ese momento. En 1928, ganó el Campeonato de Moscú.
En 1929, Borís Verlinski ganó el 6º Campeonato soviético, celebrado en Odessa, Y gracias a ello fue galardonado con el título de Gran Maestro de la Unión Soviética, siendo el primer jugador en obtener este honor.
En 1930, fue 7º en Moscú (campeón: Abrahm Rabinovich). En noviembre de 1931, empató en los lugares 3º-6º en el 7º Campeonato de Ajedrez de la URSS, en Moscú (campeón: Mijaíl Botvinnik). En febrero de 1933 fue el 2º, por detrás de Fedir Bohatyrchuk, en el Cuadrangular de Moscú. En 1933/34, fue obtuvo el 12º lugar en el 14º Campeonato de Moscú.
En los últimos años de su vida, Verlinski jugó al ajedrez con menos frecuencia, aunque todavía presentaba una gran calidad en sus partidas. Después de muchos años lejos de la alta competición, intentó clasificarse, a los 53 años, para la final del Campeonato Soviético de 1945, pero únicamente puntuó 04/05/15 en la semifinal, y no se clasificó, aun así derrotó a la nueva pujante estrella David Bronstein. El último acontecimiento importante en el que participó fue el Campeonato de Moscú de 1945, donde ganó el 5º lugar de 16 participantes.
Verlinski obtuvo oficialmente el título de Maestro Internacional en 1950, el mismo año de su muerte a la edad de 62 años.

## Estilo y legado
Verlinski fue un jugador excepcionalmente fuerte en las aperturas clásicas con ambos bandos. En su apogeo, era un jugador táctico que planteaba duras batallas a los mejores jugadores mundiales, tal como evidencian sus victorias sobre jugadores como Alexander Alekhine, José Raúl Capablanca, Yefim Bogoliubov, Grigori Levenfish, Akiba Rubinstein, Rudolf Spielmann o David Bronstein, entre otros.
Tuvo dos cruciales problemas. El primero, su discapacidad física, ya que era sordomudo, circunstancia que superó con éxito en el mundo del ajedrez. El segundo, el hecho de que era judío, que contribuyó a que nunca tuviera la oportunidad de competir fuera del Imperio Ruso o de la Unión Soviética.